# 竹原美歌
竹原 美歌（たけはら みか）は、福岡県出身・スウェーデン在住の打楽器奏者。ソロ活動の傍ら、サイトウ・キネン・オーケストラ、水戸室内管弦楽団のメンバーとしても活動。

## 略歴
1996年、桐朋学園大学音楽学部打楽器科卒業。1997年桐朋学園大学院研究科修了。打楽器、マリンバ、ティンパニを小林美隆、佐野恭一、高橋明邦、安倍圭子に師事。卒業後はスウェーデン王立ストックホルム音楽大学に留学。音楽大学ではアンダース・ログイン、ロルフ・カトー・ラーデ、ローランド・ヨハンソンらに師事。　1998年にスウェーデン・デビューを果たし、同年のインターナショナル・パーカッション・イベントにてキャリアをスタート。2001年にストックホルム音楽大学大学院を首席で修了（ソリスト・ディプロマ取得）。
以後、ソリストとしてクロウマータ、ストックホルム・ロイヤル・フィルハーモニー、エストニア・シンフォニー・オーケストラなどと共演し、シリアン音楽祭、インターナショナル打楽器フェスティバル、ノーソップ音楽祭、タリン・インターナショナル打楽器フェスティバルに参加。サイトウ・キネン・フェスティバル松本（小澤征爾総監督）にも参加し、日本、スカンジナビア、ヨーロッパを中心に活動する。

## 主な作品

### ソロ
- Mika Takehara 『Thirteen Drums』（2004年）
- 小澤征爾指揮 『交響曲第9番 合唱』（ベートーヴェン作曲）（2003年）
- 小澤征爾指揮 『[[弦楽器と打楽器とチェレスタのための音楽]]』（バルトーク作曲）（2005年）

## 受賞歴
- インゲマンソン・プライズ[1]
- フルダルクブルク賞（シリアン音楽祭）、
- ソリスト・プライズ（スウェーデン王立大学）